# Jiang Shuai
Jiang Shuai (7 de junho de 1982) é uma futebolista chinesa que atua como defensora.

## Carreira
Jiang Shuai integrou o elenco da Seleção Chinesa de Futebol Feminino, nas Olimpíadas de 2008.